# Битва при Юнгаї
Битва при Юнгаї — остання битва у Війні Конфедерації, що відбулася 20 січня 1839 року поблизу Юнгая, Перу. Об'єднана армія реставраторів, очолювана чилійським генералом Мануелем Булнесом, що складалася в основному з чилійців і 600 північноперуанських противників конфедерації, атакувала сили Перуансько-болівійської конфедерації під проводом Андреса де Санта-Круса на півночі Перу, за 200 кілометрів на північ від Ліми .
Вирішальна битва завершилася повною перемогою реставраторів після шести годин бою та фактично припинила існування перуансько-болівійської конфедерації. Це поклало кінець Війні Конфедерації, і Санта-Крус подався в вигнання себе в Гуаякіль, Еквадор. Новий перуанський уряд сплатив борг Чилі за визвольну експедицію десятиліття тому та нагородив чилійських і перуанських чиновників.  Перуанським офіцерам, які служили в Конфедерації, зокрема Гільєрмо Міллеру, Маріано Некочеа, Луїсу Хосе Орбегосо та Домінго Ньєто, було заборонено служити в перуанській армії .

## Предісторія
Після оголошення війни Конфедерації в 1837 році Чилі відправила експедицію на чолі з адміралом Мануелем Бланко Енкалада. Уникаючи сутичок, Санта-Крус зумів оточити Бланко Енкаладу і змусити його підписати Паукарпатський договір 17 листопада. За цим пактом Чилі погодилася відновити комерційну торгівлю, а Конфедерація визнає та оплачує зусилля Чилі у здобутті перуанської незалежності.
Чилійський конгрес і громадська думка визнали результат експедиції принизливим і відкинули договір. Крім того, вважалося, що Санта-Крус стоїть за вбивством чилійського президента Дієго Порталеса. Усе це пожвавило антиконфедеративні настрої, і чилійці організували другу експедицію. Цього разу командування отримав генерал Мануель Булнес. В експедиції було 5400 чилійців і 600 перуанців-емігрантів під командуванням генерала Агустіна Гамарра. Андрес де Санта-Крус негайно відреагував, відновивши військові дії.
Друга чилійська кампанія мала набагато більший успіх, ніж перша. Булнес переміг генерала Конфедерації Орбегозо в битві біля Портада-де-Гіас 21 серпня 1838 року та увійшов до Ліми. Крім того, чилійський флот забезпечив панування на морі в битві при Касмі .  Незважаючи на перемогу, Булнес покинув місто до листопада та рушив до Уачо на території Північного Перу, вимушений місцевою ворожнечею, браком припасів і хворобами. Крім того, надійшли новини про те, що Санта-Крус наближається з чисельно переважаючою армією. Після цього Санта-Крус увійшов до Ліми під народні овації, а потім пішов слідом за Булнесом.
Обидві армії вступили в бій під Буїном 6 січня 1839 року в місці злиття річок Буїн і Санта з невирішальним результатом. Булнес продовжив марш на північ, а Санта-Крус відновив переслідування, прагнучи завдати останнього удару по зміцненню панування Конфедерації в регіоні.
Санта-Крус окупував Юнгай, намагаючись перерізати лінії постачання Булнеса. Його наміром було не знищити Армію Відновлювачів, а скоріше змусити Булнеса здатися вищим силам Конфедерації. Однак Булнес мав інші плани, розуміючи, що після провалу Бланко Енкалада повернення з порожніми руками неможливе.
Обидві армії мали близько 6000 вояків, хоча чисельність дещо на користь конфедератів. Чилійська експедиція, з іншого боку, зазнала знищення деяких батальйонів чумою під час окупації Ліми. Порівняно оснащені, головна відмінність полягала в підготовці військ, знанні місцевості та очевидних відмінностях між загарбниками та захисниками.

## Підготовка до битви

### Попередні кроки
Обидві армії рушили під дощем і зупинилися біля Тарара, а потім рушили до Сан-Мігеля. Санта-Крус, зупинившись у Таруазі, потім 13 січня зайняв місто Юнгай.
У ніч на 19 січня Санта-Крус послав полковника Родрігеса Маргариньйоса спостерігати за чилійськими позиціями. Він також наказав болівійському полковнику Ансельмо Кірозу з 600 солдатами зайняти позиції на пагорбі Пан-де-Асукар, а полковник Фруктуозо де ла Пенья просунувся до пагорба Пуньян з ще 200 солдатами.
На світанку 20 січня генерал Булнес зі своїми чотирма дивізіями рушив до Юнгая, тоді як Санта-Крус розгорнув свою армію вздовж річки Анкаш, з дивізією Еррери на правому фланзі. Артилерія була розташована посередині, а за нею кавалерія на чолі з генералом Пересом де Урдінеа. Нарешті, дивізія Морана була розміщена на лівому фланзі.

### Місцевість
Обидві сили були розділені короткою долиною, утвореною річкою Санта та горами, з пагорбами Пуньян, Анкаш і Пан-де-Асукар на дальньому кінці цього місця. За цими висотами лежала глибока долина Анкаш, за якою йшли траншеї Конфедерації.

### Протиборчі сили

#### Армія Конфедерації
Армія Конфедерації складалася з ветеранів внутрішніх битв з Перу та Болівії . Загалом він підтримувався населенням Перу та мав міцні лінії постачання завдяки місці битви. Його командувач, генерал Андрес де Санта-Крус ; вважався спритним тактиком і здібним лідером. Його армія налічувала близько 6000 чоловік, розділених на три дивізії, що складалися з дев'яти піхотних батальйонів і двох кавалерійських полків.

#### Чилійська армія
Армія реставраторів мала досвід генерала Мануеля Булнеса. З іншого боку, він не користувався популярністю серед місцевих жителів і перешкоджав через хвороби, поганий моральний стан і деякі менш досвідчені підрозділи. Цю армію з 5400 солдатів доповнювали дев'ять піхотних батальйонів і три кавалерійські полки, згруповані в чотири дивізії.

## Битва

### Протистояння на пагорбах Пуньян і Пан-де-Асукар
Булнес вирішив спершу атакувати конфедератів на пагорбі Пуньян. Під Елеспуру батальйон Сільви «Аконкагуа» був направлений розчистити пагорб. Сільва досяг успіху і витіснив де ла Пенья, але Елеспуру був смертельно поранений. Слідом за ними Булнес послав батальйони Порталес, Вальдівія та Уайлас.
О 9 ранку колона з 400 солдатів під командуванням Херонімо Валенсуела, сформована ротами батальйонів Карампанге, Сантьяго, Вальпараїсо та Казадорес де Перу, була відправлена на пагорб Пан-де-Асукар, щоб атакувати позиції полковника Кіроса. Під шквальним вогнем реставратори почали повільно підніматися на схил пагорба.
Колони Реставратора зазнали великих втрат. Валенсуела та всі офіцери були вбиті. Зрештою роту Карампанґа очолила сержант Канделарія Перес . Решта компаній також були серйозно знищені. Тим не менш, реставратори нарешті досягли вершини та багнетами вибили конфедератів з пагорба Пан-де-Асукар. Усі захисники були вбиті, включаючи самого Кіроза.  Сержант батальйону Вальпараїсо Хосе Алегрія підняв чилійський прапор на вершині пагорба Пан-де-Асукар.

### Маневри в долині Анкаш
Маршал Санта-Крус послав батальйон полковника Дехези на підкріплення Кіроса на пагорбі Пуньян, який йшов через долину Анкаш, але дорогою зіткнувся з батальйоном Кольчагуа під проводом полковника Урріоли, змусивши чилійців відповісти багнетним ударом. Булнес наказав батальйону «Порталес» допомогти Урріолі, маневр, який змусив болівійців вийти з долини та відійти до позицій Еррери, втративши третину своєї початкової чисельності.
Здобувши пагорби Пан-де-Асукар і Пуньян, Булнес спланував фронтальний наступ на армію Санта-Крус, яка була розташована в лінії окопів на протилежному березі річки Анкаш. Таким чином, коли чилійські сили зійшлися на березі річки, батальйони Кольчагуа та Вальдівія були направлені для атаки правого флангу Конфедерації, охороняного дивізією Еррери, тоді як батальйонам Порталес, Казадорес де Перу та Уайлас було наказано атакувати дивізію полковника Морана. . Батарея з п'ятьма гарматами полковника Маркоса Матурани, встановлена на висотах Пуньян, почала обстрілювати та повільно розбирати окопи Конфедерації.  Оскільки міст через Анкаш було зруйновано, чилійцям довелося спуститися до берега річки та пройти через неї.
Коли війська Булнеса перетнули річку, тоді битва охопила всю лінію фронту, солдати Реставраторів були на відкритому повітрі, а конфедерати стріляли в них зі своїх окопів. З цієї захищеної позиції конфедерати змогли зірвати атаку.
О 14:30 генерал Педро Бермудес повів свій 3-й болівійський батальйон у багнетну атаку на батальйон Порталеса та зламав його лінії. Незабаром після цього кавалерію було направлено, щоб відрізати чилійцям відступ, а піхота наступала зі своїх захищених позицій, щоб атакувати війська Реставраторів у відкритому полі.

### Вирішальний удар
Ставши свідком відступу чилійців, генерал Булнес прийняв командування батальйоном Вальпараїсо та перетнув Анкаш, зміцнивши підрозділ полковника Гарсіа. Подібним чином батальйон Сантьяго та половина батальйону Хуайлас підсилили чилійське праве крило, дозволивши звільненим підрозділам перегрупуватися та відновити атаку. Декільком батальйонам Конфедерації вдалося повернутися до своїх окопів.
Кавалерія Переса де Урдінеа перетнула річку та зіткнулася з кавалерійським полком Кабальйо Казадорес Бакедано. Під час бою так близько до лінії Конфедерації, Бакедано був поранений і змушений був відступити. Однак чилійська кавалерія знову атакувала повною силою, змусивши Переса де Урдінеа перегрупуватися з піхотою Конфедерації, яка намагалася відступити до своїх траншей. У великому третьому ударі Бакедано зламав лівий фланг Санта-Круса, і весь фронт Конфедерації розвалився.
Оскільки обидві армії зараз займаються розривом між окопами та річкою, конфедерати намагалися чинити опір, але були оточені та повністю розбиті. Розформовані війська були переслідувані чилійською кавалерією і вбиті. За словами Гонсало Булнеса, 277 конфедератів були знайдені мертвими на дорозі між Манко та Юнгаєм. Санта-Крус, а за ним його генерали Ріва Агуеро, Серденья та Міллер залишили поле бою близько 15:00.

## Наслідки
Це була вирішальна поразка Перуансько-болівійської конфедерації. Санта-Крус мав близько 3000 убитих, включаючи 2 генералів, 9 полковників, 100 офіцерів і 2500 солдатів, приблизно половину його ефективної сили. Армія Відновлювача втратила 1 генерала, 39 офіцерів і 622 солдати.
Битва при Юнгаї поклала кінець Перуансько-болівійській конфедерації. У квітні Чилійський експедиційний корпус знову зайняв Ліму. 25 серпня 1839 року генерал Агустін Гамарра зайняв пост президента Перу та офіційно оголосив про розпад Конфедерації та Союзу Північного та Південного Перу. Санта-Крус був засланий спочатку до Гуаякіля, Еквадор, потім до Чилі і, нарешті, до Європи, де він помер у Бовуарі, Франція, 25 вересня 1865 року. Йому було 72 роки.
Мануель Булнес повернувся до Чилі. Він обирався президентом Чилі два періоди поспіль, з 1841 по 1851 рік.